# Darth Bane
Darth Bane, nascut sota el nom de Dessel a Apatros, va ser un dels més importants Senyors Foscos dels Sith. Després del final de les Noves Guerres Sith, Bane va ser un dels últims a ser legitimat com Senyor Sith i, com a únic supervivent de la batalla, va reinventar l'Orde Sith després de la seua destrucció. La revolució de Bane incloïa la Regla dels Dos, una estructura que, a causa del limitat nombre de Sith i l'eliminació de les lluites internes que inundaven l'Orde, portaria segles després, gràcies al seu successor Darth Sidious, al triomf final sobre els Jedi i la República Galàctica.

## Biografia
Bane va ser entrenat pel Mestre Lord Qordis, mai va acabar el seu entrenament però es va convertir en un dels Sith més poderosos de la Germanor de la Foscor d'un grup de 20.000 guerrers foscos liderats per Lord Kaan. Era un home cruel i despietat que no dubtava en matar a enemics o aliats per a dur a terme els seus propòsits.
Kaan, tement que Bane acabara amb ell per a liderar els Sith, el va enverinar. Però este va sobreviure i va anar a la recerca de Kaan al planeta Ruusan. Allí va apartar temporalment les seues picabaralles personals i el seu menyspreu pels quals es feien dir "senyors" sense ser-ho per a dedicar-se a derrotar l'Exèrcit de la Llum, els Jedi liderats per Lord Hoth que s'enfrontaven als Sith a Ruusan. Bane creia que la manera de derrotar els Jedi era atacar com un sol apartant els ressentiments personals i així en grup acabar amb tots, però els altres Sith no confiaven en les seues estratègies i van seguir el pla de Kaan, encara que sabien que probablement perdrien. Kaan va utilitzar una tècnica anomenada Bomba Mental que va tancar en una esfera els esperits de tots els Jedi i els Sith de Ruusan.
Però Bane va sobreviure a la devastació, i va decidir fundar una nova Orde Sith amb uns estrictes preceptes que la salvaguardarien de la derrota. A partir de llavors, solament hi hauria dos Sith, un Mestre i un Aprenent, "Dos haurà d'haver-hi; ni més ni menys. Un per a encarnar el poder, l'altre per a anhelar-ho", Bane va formular el concepte de la Regla de Dos després de descobrir un holocro en el Temple dels Ancians a Lehon. L'holocro pertanyia a l'antic Senyor Sith Darth Revan que, just com Exar Kun abans que ell, havia usat una versió primerenca de la Regla de Dos quan va entrenar al seu aprenent, Darth Malak. Amb el coneixement obtingut de l'holocro de Darth Revan, Bane va poder evitar majors conflictes entre els Sith i continuar amb l'Orde Sith.
Es pot veure alguna similitud entre la Regla de Dos i el costum dels Jedi que un Mestre només tinguera un padawan alhora. Bane fins i tot va poder haver basat la seua Regla en aquest costum, veient com de "correcta" i efectiva havia sigut a través de la història.
Es mantindrien ocults a l'espera del moment en què els Jedi foren febles per a venjar-se i acabar amb ells. Indica que els Senyors Foscos han de rebre un apel·latiu en ser declarats aprenents, i per a crear-ho s'utilitzava el títol Darth seguit d'un "cognom". Els mètodes d'entrenament Sith eren brutals i intransigents, basats en el despotisme absolut i la cerca directa del poder. Els aprenents eren terriblement vexats, la seua fortalesa derrocada, el seu cos maltractat i la seua ment torturada, tot segons els desitjos del seu mestre i tot es feia obertament i amb franquesa.
Tot això havia de ser après i dominat per a aconseguir la definitiva i anhelada venjança Sith. Una venjança que havia sigut formulada per Darth Bane.
Bane va trobar i va adoptar una xiqueta perduda, Darth Zannah, com a aspirant a aprenenta a Ruusan. Es dirigí cap a la lluna de Dxun a la recerca d'antics coneixements Sith, però un accident provocat pels esperits del seu antic mestre, Qordis, i el seu rival, Kaan, van provocar la destrucció de la seua nau quedant encallat en Dxun. Allí va arribar a la tomba de Freedon Nadd en la qual va trobar un Holocro Sith i va aconseguir la seua armadura d'orbalisks, uns crustacis simbionts que es van unir al seu cos formant plaques protectores. A més agregaven substàncies al seu cos que el feien més fort i més resistent. Una de les bèsties alades de Dxun li va atacar, però l'armadura d'orbalisks i el seu domini del costat fosc el van salvar, i Bane va utilitzar la bèstia per a volar fins al contigu planeta Onderon, on va entrenar el seu aprenent Zannah.

## Creació del personatge
El personatge de Darth Bane, i la seua creació de la Regla dels Dos, va ser creada per George Lucas com a part de la retro-història dels Sith que ell havia ideat per a les trilogia de preqüeles. La història de Bane i molts altres detalls van ser elaborats per escriptors de l'univers expandit o de llegenda com Kevin J. Anderson, Darko Macan, i Drew Karpyshyn; relacionant-ho també amb la batalla de Ruusan donada a conèixer en la Saga Dark Forces.